# Campionati del mondo di atletica leggera 2005 - Salto triplo femminile
La gara di salto triplo femminile ai Campionati del mondo di atletica leggera di Helsinki 2005 si è disputata nelle giornate del 6 agosto (qualificazioni) e 7 agosto (finale).

## Podio
| Posizione | Atleta           | Paese    |
| --------- | ---------------- | -------- |
| Oro       | Trecia Smith     | Giamaica |
| Argento   | Yargelis Savigne | Cuba     |
| Bronzo    | Anna Pyatykh     | Russia   |

## Qualificazioni

### Gruppo A
1. Yargelis Savigne,  Cuba 14,47 m Q
2. Magdelín Martínez,  Italia 14,46 m Q
3. Anna Pyatykh,  Russia 14,46 m Q
4. Viktoriya Gurova,  Russia 14,38 m Q
5. Yamilé Aldama,  Sudan 14,36 m Q
6. Baya Rahouli,  Algeria 14,17 m q
7. Natallia Safronava,  Bielorussia 14,09 m
8. Anastasiya Zhuravleva,  Uzbekistan 13,97 m
9. Dana Veldáková,  Slovacchia 13,84 m
10. Natalia Kilpeläinen,  Finlandia 13,66 m
11. Tetyana Dyachenko,  Ucraina 13,32 m
  - Athanasia Perra,  Grecia nm
  - Yelena Parfenova,  Kazakistan nm
  - Françoise Mbango Etone,  Camerun dns

### Gruppo B
1. Hrysopiyi Devetzi,  Grecia 14,72 m Q
2. Trecia Smith,  Giamaica 14,69 m Q
3. Qiuyan Huang,  Cina 14,22 m q
4. Carlota Castrejana,  Spagna 14,20 m q
5. Tatyana Lebedeva,  Russia 14,15 m q
6. Kéné Ndoye,  Senegal 14,11 m q
7. Simona la Mantia,  Italia 14,00 m
8. Snežana Vukmirovic,  Slovenia 13,88 m
9. Mabel Gay,  Cuba 13,83 m
10. Mariya Dimitrova,  Bulgaria 13,79 m
11. Nadezhda Bazhenova,  Russia 13,78 m
12. Šárka Kašparkova,  Rep. Ceca 13,69 m
13. Erica McLain,  Stati Uniti 13,29 m

## Finale
1. Trecia Smith,  Giamaica 15,11 m
2. Yargelis Savigne,  Cuba 14,82 m
3. Anna Pyatykh,  Russia 14,78 m
4. Yamilé Aldama,  Sudan 14,72 m
5. Hrysopiyi Devetzi,  Grecia 14,64 m
6. Kéné Ndoye,  Senegal 14,47 m
7. Baya Rahouli,  Algeria 14,50 m
8. Magdelín Martínez,  Italia 14,31 m
9. Qiuyan Huang,  Cina 14,21 m
10. Viktoriya Gurova,  Russia 13,96 m
11. Carlota Castrejana,  Spagna 13,86 m
  - Tatyana Lebedeva,  Russia dns